# Ardarroch
Ardarroch is een gehucht op de noordoostelijke oevers van Loch Kishorn in Ross and Cromarty in de Schotse Hooglanden.